# فرناندو كويررات
فرناندو كويررات غوتييريز (بالإسبانية: Fernando Quirarte)‏ (من مواليد 17 مايو 1956 من غوادالاخارا، ولاية خاليسكو، المكسيك): لاعب كرة قدم ومدرب مكسيكي سابق.
لعب في مركز قلب الدفاع لنادي غوادالاخارا 1973-1987 ومنتخب المكسيك لكرة القدم، وكسب في 45 مباراة وسجل 5 أهداف، من بينهم اثنان في كأس العالم لكرة القدم 1986.
درب كل من نادي سانتوس لاجونا، نادي أطلس ونادي تشياباس.

## روابط خارجية
- فرناندو كويررات على موقع الاتحاد الدولي (مؤرشف)  (الإنجليزية)
- فرناندو كويررات على موقع قاعدة بيانات كرة القدم.إي يو (الإنجليزية)
- فرناندو كويررات على موقع ناشيونال فوتبول تيمز (الإنجليزية)
- فرناندو كويررات على موقع Soccerway.com (الإنجليزية)